# Philippe Morillon
Philippe Morillon (* 24. Oktober 1935 in Casablanca, Französisch-Marokko) ist ein französischer Politiker und ehemaliger Heeresoffizier im Rang eines Général d’armée (Fünf-Sterne-General). Er war von 1999 bis 2009 Mitglied des Europäischen Parlaments der UDF bzw. MoDem.

## Militärkarriere
Morillon absolvierte 1956 die Militärschule Saint-Cyr. Als Unterleutnant diente er anschließend im Algerienkrieg. Er schloss 1964 die Hochschule für Elektrotechnik Supélec und 1974 die Heeresstabsschule ab. Von 1980 bis 1982 kommandierte er das 1er régiment de cuirassiers, ein Panzerregiment, das im saarländischen St. Wendel stationiert war. Von 1984 bis 1986 war er Militärexperte der französischen Nationalversammlung.
Von 1992 bis 1993 war Morillon Kommandant der Streitkräfte der Vereinten Nationen in Bosnien, der UNPROFOR. Er reiste im März 1993 in die mehrheitlich von muslimischen Bosniaken bewohnte, von Serben belagerte ostbosnische Enklave Srebrenica, hisste dort die blaue UN-Flagge und erklärte die Stadt symbolisch zur UN-Schutzzone (siehe auch: Massaker von Srebrenica). Morillon hat sich trotz dieser Ereignisse auch sehr negativ zu den Verletzungen der Genfer Konventionen durch die bosnische Armee unter der Führung von Naser Orić geäußert.
Von 1994 bis 1996 war Morillon Kommandeur der Schnellen Eingreiftruppe (FAR) des französischen Heeres. Morillon beendete seinen aktiven Militärdienst 1997.

## Politische Karriere
Von 1999 bis 2009 war Morillon Mitglied des Europäischen Parlaments für die bürgerliche Mitte-Partei Union pour la démocratie française (UDF) bzw. nach deren Spaltung 2007 für das Mouvement démocrate (MoDem). In der Legislaturperiode 1999–2004 gehörte er der christdemokratischen EVP-ED-Fraktion an und war 2002–04 Mitglied des Fraktionsvorstands. Zudem war er von 2002 bis 2004
Vorsitzender der Delegation für die Beziehungen zu der Parlamentarischen Versammlung der NATO.
Morillon führte bei der Europawahl 2004 die Liste der UDF im Wahlbezirk Westfrankreich (Bretagne, Pays de la Loire, Poitou-Charentes). Anschließend gehörte er dem Fraktionsvorstand der Allianz der Liberalen und Demokraten für Europa (ALDE) an und war Vorsitzender des Ausschusses für Fischerei des Europäischen Parlaments, ab 2007 zusätzlich stellvertretender Vorsitzender der Delegation für die Beziehungen zu Afghanistan. Zudem gehörte Morillon dem Ausschuss für auswärtige Angelegenheiten an und war Delegierter in der Paritätischen Parlamentarischen Versammlung AKP-EU sowie in der Parlamentarischen Versammlung Europa-Mittelmeer.
Morillon ist Vorsitzender der Vereinigung L’envol pour les enfants européens.